# ウィリアム・チャップル (ニュージーランドの政治家)
ウィリアム・アラン・チャップル（英: William Allan Chapple、1864年7月14日 – 1936年10月19日
）は、ニュージーランドの代議院議員、イギリスの庶民院議員。 

## 生い立ち
中央オタゴのアレクサンドラに生まれた。両親は農家のジョン・コール・チャップル（John Cole Chapple）とエリザベス・マキューアン・チャップル（Elizabeth McEwan Chapple、旧姓はアラン）。アレクサンドラ初等学校で教育を受け、オタゴ大学で医学を学び、1888年キングズ・カレッジ病院で1年間研修した。課程を修了した後オタゴに帰り、1890年MB ChBを獲得して卒業した。1890年5月10日、医学の専門家として記録され、 モトゥエカに赴き種痘医及びネルソン地区の医療従事者になった。1897年に王立外科医師会メンバー、アイルランドのMRCP&Sになり、更にダブリンでDPH（Dip State Med）の資格を獲得した。1899年、オタゴ大学で医務博士号を取得した。
1891年1月1日、ウェリントンのウィリス通りのセント・ジョンズ長老派教会にて、サラ・ダグラス・ターンブル（Sarah Douglas Turnbull）と結婚した。ターンブルはサンフランシスコ出身でチャップルより5歳若かった。彼女の父はウェリントンの建築家のトマス・ターンブル 。当時チャップルはモトゥエカに住んでいたが、義父がウィリス通りとディクソン通りの角に大きな家を建てチャップルに与えたため、1892年にウェリントンに移った。引っ越し後も医師の仕事を続けた。彼は教育の問題に興味を持つ慈善家であった。 またウェリントン水泳クラブ長を務めた。1907年まではヴィクトリアカレッジ（現在のヴィクトリア大学ウェリントン）議会に参加していた。

## 議会
| ニュージーランド議会 |         |          |          |        |
| 在任期間             | 任期    | 選挙区   | 名簿順位 | 政党   |
| 1908年               | 16 (en) | ツアペカ | ツアペカ | 無所属 |

チャップルの名はニュージーランド自由党から連想される。彼はウィリアム・ヘンリー・ピーター・バーバーに対抗して無所属自由党として1902年と1905年のニュータウンの総選挙に出馬したが敗退した。
1908年ツアペカ補欠選挙で当選し、6月から10月まで代議院にてツアペカ選挙区代表になった。しかし1908年ニュージーランド総選挙でロバート・スコットに敗れた。
その後、チャップルはウェストミンスターで庶民院の自由党国会議員（MP）になった。1910年1月イギリス総選挙から、1918年イギリス総選挙で選挙区が廃止されるまでスターリングシャー選挙区を代表した。1918年の選挙区の再編の後、クラックマンナン・イースタンスターリングシャーでの当選に失敗した。しかし、1922年イギリス総選挙ではMPとしてダンフリーズシャーを代表し、1924年イギリス総選挙で敗れるまで議席を保ち続けた。

## 晩年
チャップルは強く優生学を主張した。著作 Fertility of the Unfit では特殊なケースにおける不妊手術の強硬を主張した。他に How to Impress the Evils of Alcohol, First Principles in the Art of Physical Development and Cases and Comments from a Doctor's Practice. を発表した。
1912年、チャップルはカナダのバンクーバーで、不動産への莫大な投資を行った。
1936年10月19日、ロンドンのパディントンで没した。